# Мост Бэнк-стрит

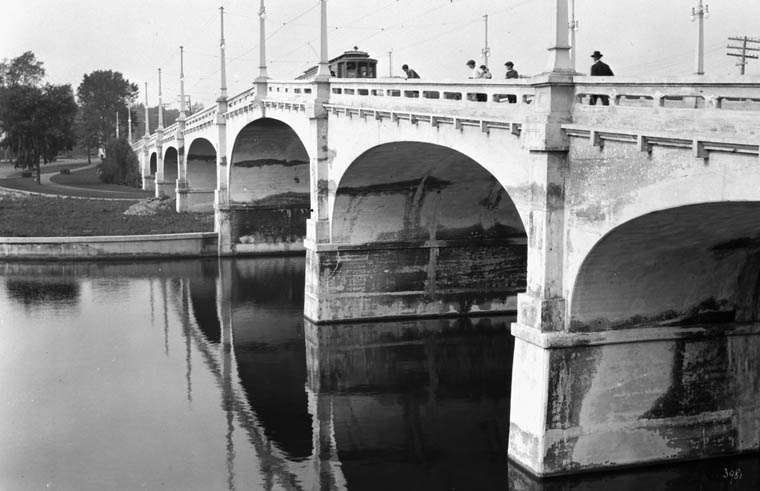
Мост в 1916 году

Мост Бэнк-стрит, англ. Bank Street Bridge — автодорожный железобетонный арочный мост через канал Ридо в Оттаве, Канада. Является частью Бэнк-стрит. Соединяет городские районы Глиб (северный берег канала) и Олд-Оттава-Саут (южный берег). Проходит над городскими дорогами шоссе Королевы Елизаветы (северный берег) и шоссе Полковника Бая (южный берег).

## История
Первоначально в 1866 году на этом участке был сооружён деревянный мост. Через несколько лет на его месте был сооружён стальной поворотный мост, позволявший пропускать небольшие суда. Современный мост был построен в 1912 году — его спроектировали достаточно высоким, чтобы не было необходимости разводить его или поворачивать. К 1970-м мост пришёл в аварийное состояние, движение грузового транспорта по нему было запрещено в 1981 году. Некоторое время велись разговоры о его демонтаже, однако в конце концов мост был полностью отреставрирован в 1993 году.